# Jungle Raiders
Jungle Raiders é um seriado estadunidense de 1945, gênero aventura, dirigido por Lesley Selander, em 15 capítulos, estrelado por Kane Richmond, Eddie Quillan e Veda Ann Borg. Foi produzido e distribuído pela Columbia Pictures, e veiculou nos cinemas estadunidenses a partir de 14 de setembro de 1945.
Foi o 27º entre os 57 seriados produzidos pela Columbia Pictures.

## Sinopse
Ann Reed viaja para uma terra misteriosa em busca de seu pai, Dr. Murray Reed, que desaparecera há muitos anos. Ann conta com a ajuda de Bob Moore e Joe Riley, que planejam se juntar ao pai de Moore, que está pesquisando sobre os rumores de um milagre de cura com uma droga usada por uma tribo misteriosa. O dono do posto de trocas local está determinar a manter os cientistas fora da área, para que possa localizar as jóias guardados pela tribo sem interferência externa...

## Elenco
- Kane Richmond … Bob Moore
- Eddie Quillan … Joe Riley
- Veda Ann Borg … Cora Bell
- Carol Hughes … Zara, the High Priestess
- Janet Shaw … Ann Reed
- John Elliott … Dr Horace Moore
- Jack Ingram … Tom Hammil
- Charles King … Jake Raynes
- Ernie Adams … Charley
- I. Stanford Jolley … Brent
- Kermit Maynard … Cragg
- Budd Buster … Dr Murray Reed
- Nick Thompson … chefe dos Arzecs
- Alfredo DeSa … Matu

## Dublês
- George Magrill
- Kermit Maynard
- Eddie Parker
- Wally West

## Capítulos
1. Mystery of the Lost Tribe
2. Primitive Sacrifice
3. Prisoners of Fate
4. Valley of Destruction
5. Perilous Mission
6. Into the Valley of Fire
7. Devil's Brew
8. The Dagger Pit
9. Jungle Jeopardy
10. Prisoners of Peril
11. Vengeance of Zara
12. The Key to Arzec
13. Witch Doctor's Treachery
14. The Judgment of Rana
15. The Jewels of Arzec

Fonte: